# Cucs (pel·lícula de 2013)
Cucs (portuguès: Minhocas) és una pel·lícula de comèdia fantàstica d'aventures del 2013 dirigida per Paolo Conti i Arthur Nunes. És la primera pel·lícula d'animació stop-motion brasilera. Es va estrenar al Brasil el 20 de desembre de 2013. S'ha doblat i subtitulat al català.